# 派遣元事業主が講ずべき措置に関する指針
派遣元事業主が講ずべき措置に関する指針(はけんもとじぎょうぬしがこうずべきそちにかんするししん)とは、労働者派遣法における派遣元事業主（派遣会社）が講ずべき措置を定めた、厚生労働省の告示（平成11年労働省告示第137号）である。

## 趣旨および内容
この告示は、労働者派遣法の下記の規定に基づいたものである：
- 第24条の3（個人情報の取扱い）
- 第3章 第1節 労働者派遣契約
- 第3章 第2節 派遣元事業主の講ずべき措置等

派遣元事業主が講ずべき措置に関して、その適切かつ有効な実施を目的としている。この目的を果たすために、必要な事項を定めたものである。

### 中間搾取の抑止
平成20年の改正（告示第37号）では、中間マージン（事実上の中間搾取。俗にピンハネともいう。）の抑止のため、以下のような13.情報の公開が新たに定められた。
13 情報の公開
派遣元事業主は、派遣労働者及び派遣先が良質な派遣元事業主を適切に選択できるよう、労働者派
遣の実績、派遣料金の額、派遣労働者の賃金の額、教育訓練その他事業運営の状況に関する情報を公
開すること。

## 経緯
| 年     | 告示                          | 補足事項 |
| ------ | ----------------------------- | -------- |
| 1999年 | 平成11年労働省告示第137号     | 制定     |
| 2008年 | 平成20年厚生労働省告示第37号  | 一部改正 |
| 2009年 | 平成21年厚生労働省告示第244号 | 一部改正 |
| 2012年 | 平成24年厚生労働省告示第474号 | 一部改正 |

## 構成
趣旨、および13条からなる措置の条項で、構成される：
- 第1 趣旨
- 第2 派遣元事業主が講ずべき措置
  1. 労働者派遣契約の締結に当たっての就業条件の確認
  2. 派遣労働者の雇用の安定を図るために必要な措置
  3. 適切な苦情の処理
  4. 労働・社会保険の適用の促進
  5. 派遣先との連絡体制の確立
  6. 派遣労働者に対する就業条件の明示
  7. 労働者を新たに派遣労働者とするに当たっての不利益取扱いの禁止
  8. 派遣労働者の福祉の増進
  9. 関係法令の関係者への周知
  10. 個人情報の保護
  11. 派遣労働者を特定することを目的とする行為に対する協力の禁止等
  12. 紹介予定派遣
  13. 情報の公開